# زوبی
زوبی (انگلیسی: Zubi؛ زادهٔ ۲۱ مهٔ ۱۹۹۳) بازیکن فوتبال اهل اسپانیا است.
از باشگاه‌هایی که در آن بازی کرده‌است می‌توان به باشگاه فوتبال رئال وایادولید و باشگاه فوتبال اتلتیکو مادرید بی اشاره کرد.